# Драган Вукчевић
Драган Вукчевић (Титоград, 12. април 1971) је бивши црногорски кошаркаш. Играо је на позицији крила.

## Каријера
Вукчевић је највећи део каријере провео у екипи Будућности за коју је играо у три наврата. Са клубом из Подгорице је три пута био првак СР Југославије а освојио је и један Куп. Ван Црне Горе је играо за француске клубове Мауријен и Елан Шалон као и за кипарски Керавнос и пољски Анвил Влоцлавек.

## Успеси

### Клупски
- Будућност:
  - Првенство СР Југославије (3): 1998/99, 1999/00, 2000/01.
  - Куп СР Југославије (1): 2000/01.